# Soul Eater Not!
Soul Eater Not! (ソウル イーター ノット!, Souru Iitaa Notto!) es un manga japonés escrito e ilustrado por Atsushi Okubo. La serie es un spin-off de otra obra del mismo autor, Soul Eater. El manga ha sido publicado por Square Enix de forma regular mensual en la revista Monthly Shōnen Gangan desde el 12 de enero de 2011 hasta el 10 de noviembre de 2014. Es radicalmente diferente a Soul Eater y gira en torno a la vida de los estudiantes de primer año de Shibusen y sus experiencias al asistir a la Academia.

## Historia
La trama principal se centra en Harudori Tsugumi, una joven estudiante japonesa, que cuando descubre que es un arma, decide asistir la Escuela Shibusen para aprender a controlar sus poderes, allí se encuentra con Anya, Meme y todos sus compañeros de escuela.
A diferencia de la historia original de Soul Eater, hay muy poca acción, y la mayor parte de la historia hasta ahora ha sido sobre la vida de internado en la academia, desarrollada en el mundo de Soul Eater.

## Personajes
Harudori Tsugumi
Ella es una estudiante tímida pero alegre de Japón, que cree firmemente que Shibusen es una escuela para entrenar a los héroes del mundo. Su forma de arma es la de una alabarda demoníaca, pero no aprende a convertirse en una hasta después de inscribirse en la academia, aunque en un principio conserva su apariencia, decide arreglar su peinado en dos coletas, después de encontrarse con Maka Albarn, el primer estudiante que conoce, y a quien desde el primer momento, empieza a admirar mucho.
Tatane Meme
Es una estudiante que en principio sufre de pérdidas de memoria, lo que le hace olvidar hasta su nombre propio en ocasiones. Ella se hace amiga de Tsugumi después de que la ayude con un par de matones. Aunque suele mostrarse torpe la mayor parte del tiempo, tiene una gran habilidad atlética como lo demuestra en las pruebas de fuerza, además de que es buena en una especie de arte marcial llamado "Puño dormido", que ella sólo puede realizar mientras duerme.
Anya Hepburn
Una estudiante proveniente de una familia rica, con buena una educación, que se escapa de su vida limitada y se va a Shibusen con la esperanza de emular el comportamiento de aquellos a los que considera "gente común". Ella considera a Tsugumi como el ser más normal y común (algo así como una "diosa de lo normal") de todos sus compañeros de clase, y por lo tanto muestra interés en convertirse en su pareja.
Eternal Feather
Una estudiante avanzada con gafas y dos trenzas a los lados, que se vuelve amiga de Tsugumi y de sus amigos, y a menudo les proporciona consejos útiles durante sus primeros días en Shibusen. No le gusta su apodo, "Eternal Feather" (pluma eterna) que se vio obligada a usar ella por culpa de Kim Diehl siendo incapaz de cambiarlo, al menos por los próximos dos años debido al contrato de "Apodos artísticos" de Shibusen.
Akane
Es un técnico de espada de primer año, compañero de la espada claymore demoníaca "Clay". Él trabaja en un puesto de trabajo a tiempo parcial como camarero en un café de Shibusen con Clay, Tsugumi, Meme y Anya. Tiene la habilidad de utilizar la longitud de onda para atacar y pertenece a un dojo donde se entrenaban los miembros del clan de la Estrella, el antiguo clan de Black Star, ahí estudió sus técnicas pero con el propósito de usarlas para proteger a otros, siempre lleva puestas gafas, pues al quitárselas sus ojos revelan el símbolo de la estrella en ellos, lo que indica que es también un miembro del clan de la estrella.
Clay
El compañero arma de Akane, su forma de arma es la de una Claymore. Trabaja de camarero en un café de Shibusen a tiempo parcial, Tsugumi, Meme y Anya.
Maka Albarn
Estudiante avanzada y miembro de la clase EAT, hace un breve cameo en el primer capítulo, cuando Tsugumi Harudori, en su primer día en el Shibusen, está luchando por subir las escaleras que conducen a la construcción de la escuela. Ella mira a Maka con asombro cómo es capaz de escalar las escaleras sin quedarse sin aliento. Maka detiene, se vuelve a Tsugumi y la anima diciendo que no pasará mucho hasta llegar a la cima. Tsugumi, movida por su aliento comienza a usar coletas para que coincida con su cabello. Cuando finalmente llega a la cima de las escaleras, se encuentra una nota dejada de Maka, junto con una lata de refresco, dando la bienvenida a la ciudad y diciéndole a mirar hacia atrás para disfrutar de la vista de la ciudad. Más adelante hace otra breve aparición dando una demostración de combate, con el tiempo ambas van formando una especie de vínculo muy especial.
Shaula Gorgon
Es una bruja y la tercera de las hermanas Gorgon, junto con Medusa y Arachne. Está detrás de los recientes ataques de los "traidores" a la escuela. Debido a su apariencia juvenil, que se presume que es la más joven de las tres y, a pesar de su edad, hasta el momento es la única principal antagonista que se ha mostrado.

## Diferencias con el manga original
La línea del tiempo parece tener lugar antes de los acontecimientos en Soul Eater. Sugiriendo que los eventos tienen lugar antes de que Soul y Maka se encuentren con Blair, o sea, al comienzo de la serie original.
- Sid no es un zombi y Medusa es una enfermera de la escuela.
- Kim aún no es revelada como una bruja. Además de que aún no es compañera de Jacqueline y su personalidad cruel y embustera hace de su papel, muy diferente al de la serie.
- Liz y Patty tienen una personalidad más violenta (producida por vivir en la calle) y aún no se llevan tan bien con Death the Kid.